# Xavier Becerra
Xavier Becerra, född 26 januari 1958 i Sacramento, Kalifornien, är en amerikansk demokratisk politiker och advokat. Han tjänstgjorde som USA:s hälsominister från 2021 till 2025. Tidigare tjänstgjorde han som justitieministern i Kalifornien 2017 till 2021, han efterträdde Kamala Harris. Han var ledamot av USA:s representanthus från 1993 till 2017. 

## Biografi
Becerra studerade vid Stanford University. Han avlade 1980 grundexamen och 1984 juristexamen. Han inledde sedan sin karriär som advokat i Kalifornien.
Becerra blev invald i representanthuset i kongressvalet 1992. Han omvaldes åtta gånger och satt på posten till 2017. Mellan 2017 och 2021 var han Kaliforniens justitieminister. Den 7 december 2020 tillkännagav USA:s blivande president Joe Biden att han skulle nominera Becerra till hälsominister. Han tillträdde på ministerposten 19 mars 2021.
Becerra är katolik av mexikansk härkomst. Han och hustrun Carolina Reyes har tre barn.